# Acacia interior
Acacia interior é uma espécie de leguminosa do gênero Acacia, pertencente à família Fabaceae.